# Eriopyga griseirena
Eriopyga griseirena là một loài bướm đêm trong họ Noctuidae.